# Шлеттау
Шлеттау (нім. Schlettau) — місто в Німеччині, розташоване в землі Саксонія. Входить до складу району Рудні Гори. Складова частина об'єднання громад Шайбенберг-Шлеттау.
Площа — 21,17 км2. Населення становить 2345 ос. (станом на 31 грудня 2020).

## Галерея

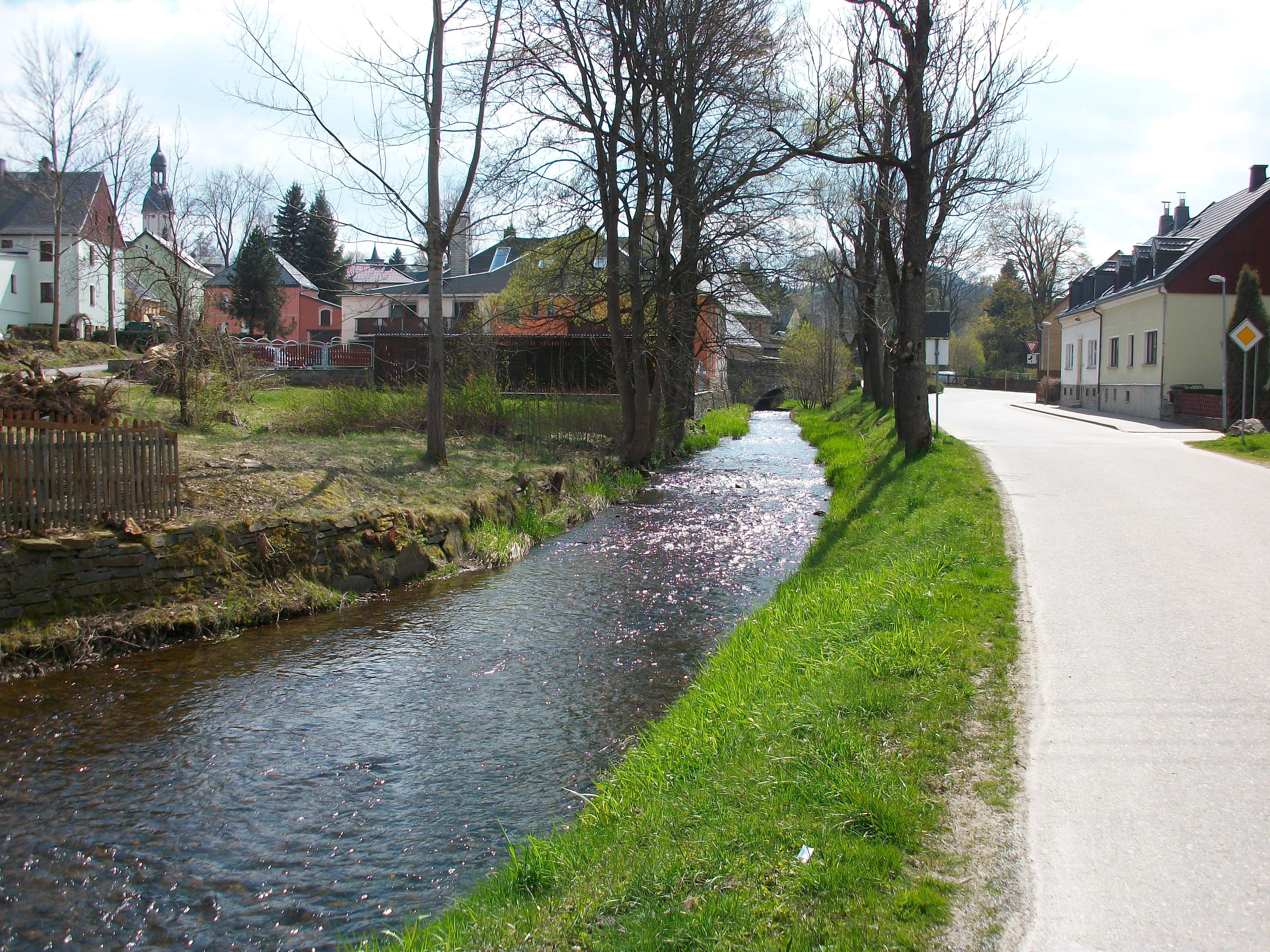
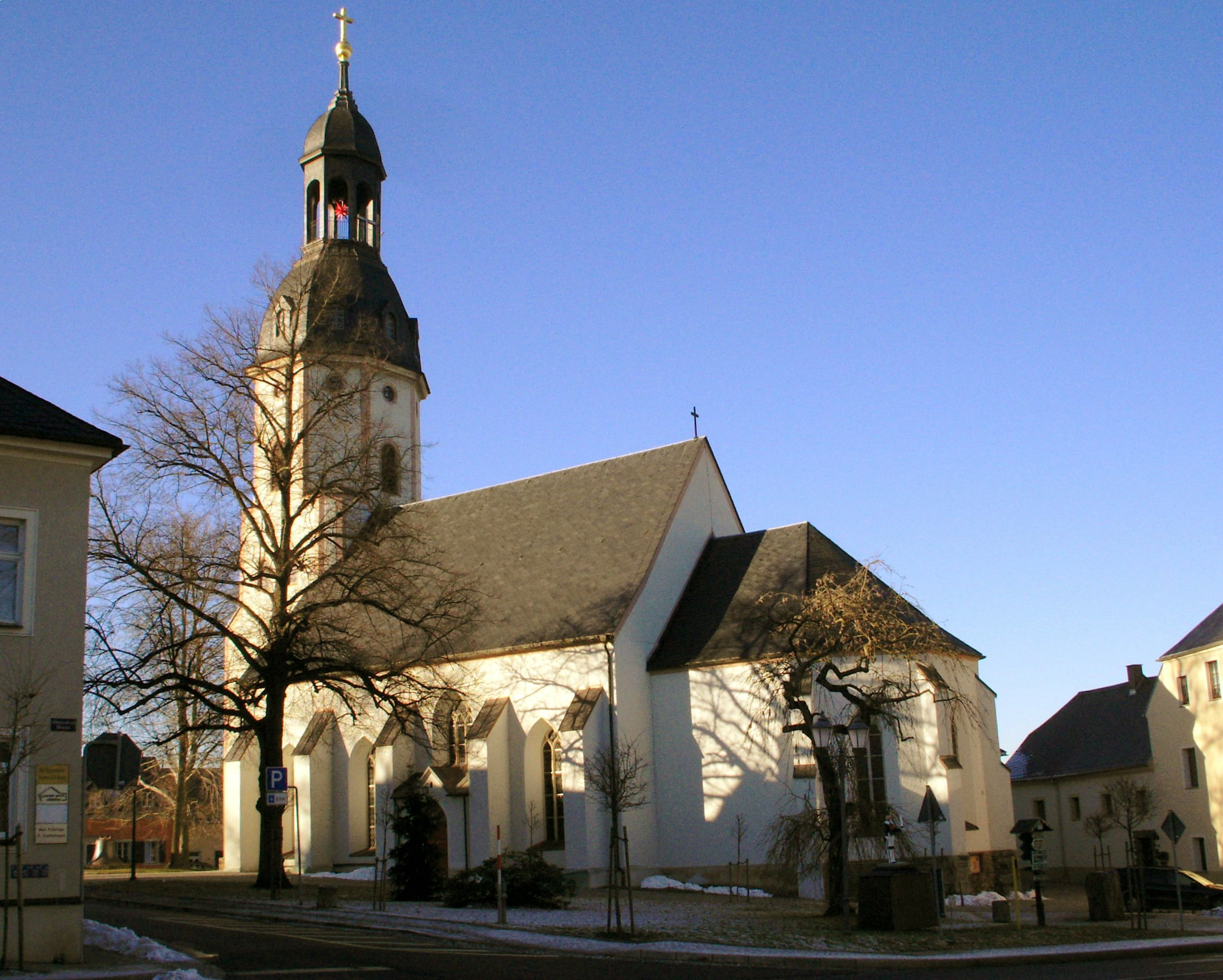
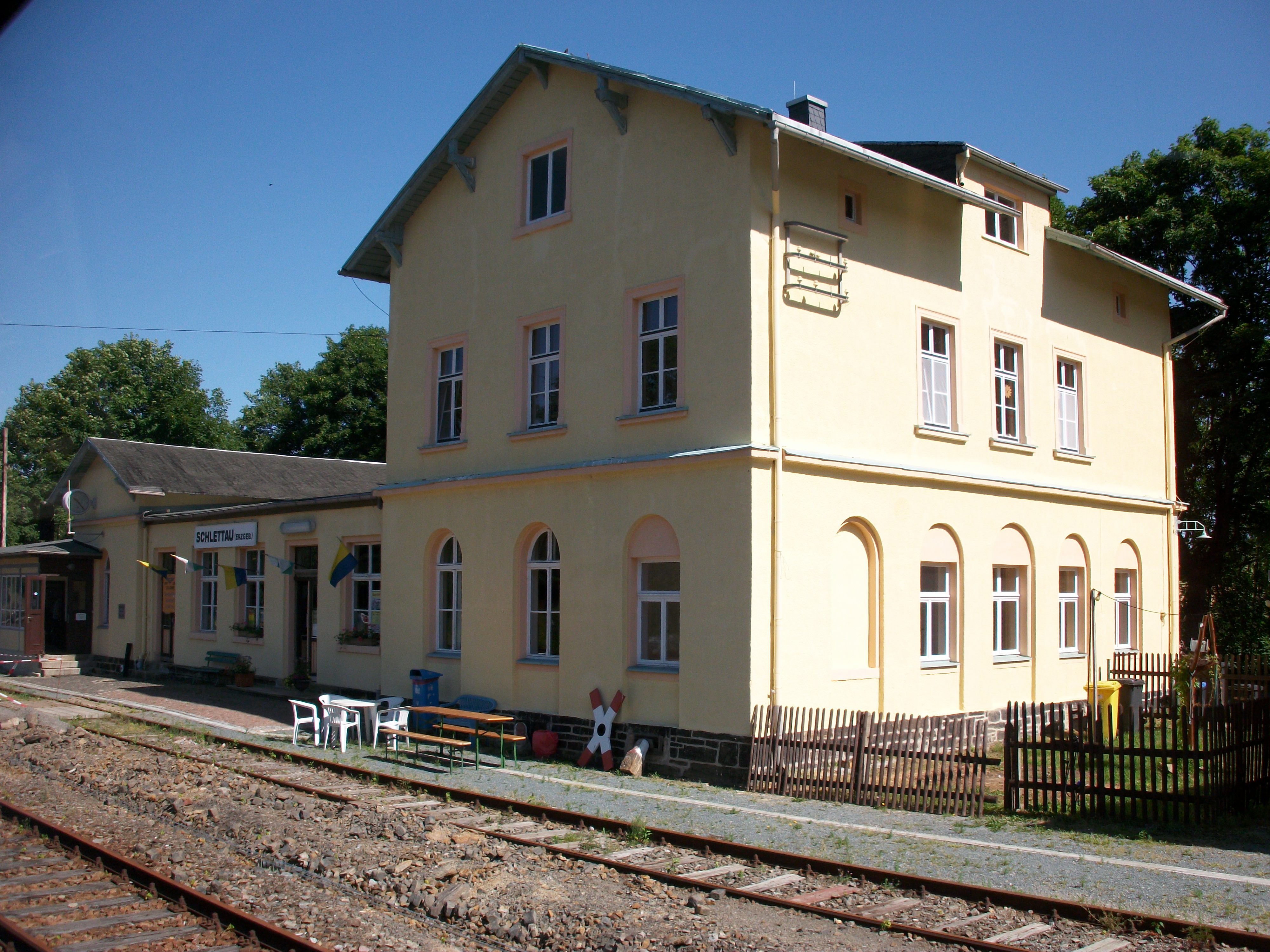